# Dallas Tornado 1969
Questa pagina raccoglie i dati riguardanti il Dallas Tornado nelle competizioni ufficiali della stagione 1969.

## Stagione
Viene promosso allenatore della squadra Ron Newman, che rimane comunque un giocatore della rosa.
I Tornado, che avevano una nutrita colonia di calciatori inglesi, ottennero il terzo posto in campionato.

## Organigramma societario
Area direttiva
- Presidente: Bill McMutt
- Vice-Presidente: Lamar Hunt
- Direttore esecutivo: Paul Waters

Area tecnica
- Allenatore: Ron Newman
- Assistente Allenatore: John Best

## Rosa
| N.   |                        | Ruolo | Calciatore             |
| ---- | ---------------------- | ----- | ---------------------- |
| 1    | Inghilterra (bandiera) | P     | Terry Adlington        |
| 1    | Turchia (bandiera)     | P     | Mustafa Sabankaya      |
| 1/16 | Messico (bandiera)     | P     | Humberto Arrieta       |
| 2    | Inghilterra (bandiera) | D     | Peter Short            |
| 3    | Brasile (bandiera)     | D     | Jorge Miguel           |
| 4    | Inghilterra (bandiera) | D     | John Best (calciatore) |
| 5    | Jugoslavia (bandiera)  | D     | Pavle Garov            |
| 6    | Inghilterra (bandiera) | C     | Roy Turner             |
| 7    | Inghilterra (bandiera) | D     | Brian Harvey           |
| 8    | Inghilterra (bandiera) | A     | Ron Newman             |
| 9    | Brasile (bandiera)     | A     | Luiz Juracy            |

| N. |                              | Ruolo | Calciatore              |
| -- | ---------------------------- | ----- | ----------------------- |
| 10 | Paesi Bassi (bandiera)       | A     | Hank Liotart            |
| 11 | Inghilterra (bandiera)       | A     | Mike Renshaw            |
| 12 | Bermuda (bandiera)           | A     | Pepe Dill               |
| 13 | Zambia (bandiera)            | D     | Howard Mwikuta          |
| 14 | Trinidad e Tobago (bandiera) | A     | Dick Furlonge           |
| 14 | Stati Uniti (bandiera)       | A     | Joe Jordon              |
| 14 | Messico (bandiera)           | D     | Ricardo Munguía Padilla |
| 15 | Grecia (bandiera)            | A     | Kyriakos Apostolidīs    |
| 17 | Jugoslavia (bandiera)        | A     | Ilija Mitić             |
|    | Inghilterra (bandiera)       | P     | Martin Brown            |